# البرس‌چواند
البرس‌چواند (به آلمانی: Alberschwende) یک سکونتگاه مسکونی در اتریش است که در Bregenz District واقع شده‌است.

## خصوصیات
البرس‌چواند ۲۱٫۱۵ کیلومترمربع مساحت دارد ۷۲۱ متر بالاتر از سطح دریا واقع شده‌است.